# ابراهیما کامارا (بازیکن فوتبال، زاده ۱۹۹۹)
ابراهیما کامارا (انگلیسی: Ibrahima Camará؛ زادهٔ ۲۵ ژانویهٔ ۱۹۹۹) بازیکن فوتبال اهل گینه است.
از باشگاه‌هایی که در آن بازی کرده است می‌توان به باشگاه فوتبال موریرنز اشاره کرد.
وی همچنین در تیم ملی فوتبال گینه بازی کرده است.